# Poa suavis
Poa suavis är en gräsart som beskrevs av Jan Frederik Veldkamp. Poa suavis ingår i släktet gröen, och familjen gräs. Inga underarter finns listade i Catalogue of Life.